# Gabriela Villagrand
Gabriela Elizabeth Villagrand Leonards (* 12. Januar 1999 in Spring, Texas) ist eine in den USA geborene panamaische Fußballspielerin.

## Karriere

### Klub
In ihrer Zeit am College spielte sie von 2018 bis 2021 bei den Angelo State Rams. Zudem kam sie im Jahr 2019 bei zwei Partien der Houston Aces zum Einsatz.

### Nationalmannschaft
Ihr Debüt bei der panamaischen A-Nationalmannschaft hatte sie im Jahr 2020, während der Qualifikation für das Fußball-Turnier bei den Olympischen Spielen 2020. Dort wurde sie im ersten Spiel zur 55. Minute eingewechselt. Auch in der zweiten Partie kam sie nochmal als Startelfspielerin zum Einsatz, wurde jedoch zur Halbzeit ausgewechselt. Im letzten Gruppenspiel kam sie dann gar nicht mehr zum Einsatz. Am Ende verlor ihre Mannschaft jedes Spiel und schied so bereits in der Gruppenphase aus.
Nach ein paar Freundschaftsspieleinsätzen kam sie auch in der Qualifikation zur CONCACAF W Championship 2022 in zwei Partien zum Einsatz und erzielte gegen Aruba zudem noch ein Tor. Bei der Endrunde wurde sie dann erst im letzten Gruppenspiel erstmals eingesetzt. Am Ende gelang ihrem Team durch dieses Spiel aber noch der Sprung auf Platz drei der Gruppe, was nach dem Turnier zur Teilnahme an den interkontinentalen Playoffs berechtigte. Bei diesen kam sie aber gar nicht zum Einsatz. Am Ende gewann ihr Team hier das Finale und qualifizierte sich damit erstmals für die Weltmeisterschaft 2023.